# ديرل هامند
ديرل كلايتن هامند (بالإنجليزية: Darrell Clayton Hammond) مواليد (8 أكتوبر، 1955)، ممثل أمريكي، كوميدي ومقلد شخصيات. كان عضواً في طاقم برنامج «ساترداي نايت لايف» منذ 1995 إلى 2009. في 19 سبتمبر، 2014 أعلن بأن هامند سيكون المقدم الصوتي لـ«أس أن أل» خلفاً لـ (دون باردو) الذي توفي حينها.

## نشأته
ولد هامند في مدينة ملبورن بولاية فلوريدا لمارجريت ووماكس هامند. لعب كرة القاعدة في المدرسة الثانوية وبجامعة بريفارد الحكومية. ارتادَ هامند جامعة فلوريدا وتخرج عام 1978، حصل على شهادة بمجال الإعلانات. بعد تخرجه انتقل هامند إلىنيويورك وعمل كنادل في إحدى المطاعم. درس هناك وقام بأدوار مسرحية كما قدم عرضاً كوميدياً بعمر 26. ثم عاد بعدها إلى ولاية فلوريدا.

## الحياة المهنية

### ساترداي نايت لايف
اشتهر هامند بتقليده عدة شخصيات مثل بيل كلينتون،آل جور، دونالد ترامب، جون ماكين، ريجس فيلبن، ديك تشيني، كرس ماثيوس، فيل دانهيو، فيل ماكجراو، تد كوبل، جون ترافولتا، جيسي جاكسون، جيرالدو ريفيرا و شون كونري. تقليدة شخصية بيل كلينتون من أكثر الشخصيات ظهورا على «ساترداي نايت لايف» إذا ظهرت 87 مرة خلال 14 سنة. بعد نهاية الموسم الثالث والاربعين، ترك هامند البرنامج برقم قياسي لاكثر من 14 سنة كمؤدي أساسي. كان هامند آخر من ترك البرنامج من جيل التسعينات.
في 19 ديسمبر، 2015، ادى هامند دور دونالد ترامب بسباق الترشح الرئاسي للجمهوريين.

## حياته الشخصية
تزوج هامند بزوجته إليزابيث هامند في 9 مايو، 1990. تطلقا بعدها في التسعينات ثم تزوجا من جديد في 1997 تطلقا مرة أخرى في 2012. عانى هامند من افراطة بشرب الكحول والمخدرات ودخل مركز إعادة التأهيل في 2009 لمعالجة الإدمان.

## سيرة سينمائية
- سيلتك برايد (1996)
- اخوان البلوز 2000 (1998) بدور سيد روبرتسن
- أنا والملك (1999) (صوت)
- دانيال ويبستر والشيطان (2001)
- سكيري موفي 3 (2003)
- العميل كودي بانكس (2003)
- لحظة نيويورك (2004)
- آيرا وآبي (2006)
- بف بف باس (2006)
- قبلني مرة أخرى (2006)
- نيذيربيست انكوربرايتد (2007)
- الفلم الملحمي (2007)
- وينرز (2008)
- بزكيل (2008)
- سكيري موفي (2013)

## وصلات خارجية
- ديرل هامند على موقع IMDb (الإنجليزية)
- ديرل هامند على موقع ألو سيني (الفرنسية)
- ديرل هامند على موقع ميوزك برينز (الإنجليزية)
- ديرل هامند على موقع أول موفي (الإنجليزية)
- ديرل هامند على موقع قاعدة بيانات برودواي على الإنترنت (الإنجليزية)
- ديرل هامند على موقع قاعدة بيانات الأفلام السويدية (السويدية)
- ديرل هامند على موقع إن إن دي بي (الإنجليزية)
- ديرل هامند على موقع قاعدة بيانات الفيلم (الإنجليزية)
- ديرل هامند على موقع كينوبويسك (الروسية)